# Camponotus plutus
Camponotus plutus är en myrart som beskrevs av Santschi 1922. Camponotus plutus ingår i släktet hästmyror, och familjen myror. Inga underarter finns listade.